# Breeders' Cup Dirt Mile
Breeders' Cup Dirt Mile, är ett galopplöp i löpserien Breeders' Cup, som drivs av Breeders' Cup Limited, ett företag som bildades 1982. Det är ett Grupp 1-löp, det vill säga ett löp av högsta internationella klass. Första upplagan av Breeders' Cup Dirt Mile reds 2007 över distansen 1 mile. Den samlade prissumman i löpet är 1 miljon dollar.

## Segrare
| År   | Häst             | Ålder | Jockey            | Tränare              | Tid     | Grupp |
| ---- | ---------------- | ----- | ----------------- | -------------------- | ------- | ----- |
| 2023 | Cody's Wish      | 5     | Junior Alvarado   | William I. Mott      | 1:35.97 | I     |
| 2022 | Cody's Wish      | 4     | Junior Alvarado   | William I. Mott      | 1:35.33 | I     |
| 2021 | Life Is Good     | 3     | Irad Ortiz Jr.    | Todd Pletcher        | 1:34.12 | I     |
| 2020 | Knicks Go        | 4     | Joel Rosario      | Brad H. Cox          | 1:33.85 | I     |
| 2019 | Spun to Run      | 3     | Irad Ortiz Jr.    | Juan Carlos Guerrero | 1:36.58 | I     |
| 2018 | City of Light    | 4     | Javier Castellano | Michael W. McCarthy  | 1:33.83 | I     |
| 2017 | Battle Of Midway | 3     | Flavien Prat      | Jerry Hollendorfer   | 1:35.20 | I     |
| 2016 | Tamarkuz         | 6     | Mike Smith        | Kiaran McLaughlin    | 1:35.72 | I     |
| 2015 | Liam's Map       | 4     | Javier Castellano | Todd Pletcher        | 1:34.54 | I     |
| 2014 | Goldencents      | 4     | Rafael Bejarano   | Leandro Mora         | 1:35.19 | I     |
| 2013 | Goldencents      | 3     | Rafael Bejarano   | Doug O'Neill         | 1:35.12 | I     |
| 2012 | Tapizar          | 4     | Corey Nakatani    | Steven M. Asmussen   | 1:35.34 | I     |
| 2011 | Caleb's Posse    | 3     | Rajiv Maragh      | Donnie K. Von Hemel  | 1:34.59 | I     |
| 2010 | Dakota Phone     | 5     | Joel Rosario      | Jerry Hollendorfer   | 1:35.29 | I     |
| 2009 | Furthest Land    | 4     | Julien Leparoux   | Michael J. Maker     | 1:35.50 | I     |
| 2008 | Albertus Maximus | 4     | Garrett Gomez     | Vladimir Cerin       | 1:33.41 |       |
| 2007 | Corinthian       | 4     | Kent Desormeaux   | James A. Jerkens     | 1:39.06 |       |